# Cala Calitjàs
La cala Calitjàs és una platja del municipi de Roses (Alt Empordà) situada sota els penya-segats del Parc Natural del Cap de Creus, a la badia de Montjoi, entre les cales Montjoi i Pelosa. Ubicada a 14 km de la vila de Roses, s'hi accedeix a peu des de la carretera de terra que va de la cala Montjoi a la cala Jóncols. Té una longitud de 70 m i una amplada de 14 m de pedres petites i sorra gruixuda de color grisós. L'aigua adquireix profunditat ràpidament.